# Ivar Forsling
Ivar Forsling (* 21. Februar 1997 in Stockholm) ist ein schwedischer Schauspieler.

## Leben und Karriere
Forsling wurde am 21. Februar 1997 in Stockholm geboren. 2017 spielte er in dem Stück Dina och Jovan am Boulevardteatern. Zwei Jahre später war er in der Produktion Sannas sanna jag am Norrbottensteatern zu sehen. Im Jahr 2020 trat er in dem Stück Välkommen am Regionteater Väst auf. Im selben Kahr spielte er in der Fernsehserie Rebecka Martinsson mit. Unter anderem bekam er 2021 eine Rolle in Young Royals. 2023 wurde Forsling für die Serie Gaslight gecastet.

## Filmografie
- 2020: Rebecka Martinsson (Fernsehserie)
- 2021: Young Royals (Fernsehserie)
- 2023: Gaslight (Fernsehserie)

## Theater
- 2017: Dina och Jovan
- 2018: Sannas sanna jag
- 2020: Välkommen